# Gokal Pur
Gokal Pur es una ciudad censal situada en el distrito de Delhi noreste,  en el territorio de la capital nacional,  Delhi (India). Su población es de 121870 habitantes (2011). 

## Demografía
Según el censo de 2011 la población de Gokal Pur era de 121870 habitantes, de los cuales 64857 eran hombres y 57013 eran mujeres. Gokal Pur tiene una tasa media de alfabetización del 84,72%, inferior a la media estatal del 86,21%: la alfabetización masculina es del 90,73%, y la alfabetización femenina del 77,92%.